# Bedouin Sound Clash (album)
Pour les articles homonymes, voir Bedouin Sound Clash.
 (mai 2017).
Si vous disposez d'ouvrages ou d'articles de référence ou si vous connaissez des sites web de qualité traitant du thème abordé ici, merci de compléter l'article en donnant les références utiles à sa vérifiabilité et en les liant à la section « Notes et références ».
Albums de Badawi
Jerusalem Under Fire
(1997)
Bedouin Sound Clash est le premier album du musicien et compositeur de musique électronique israélien Raz Mesinai (en) sous son nom de scène Badawi. Sorti en 1996, il contient des featurings avec Honeychild.

## Liste des titres
| 1.    | Suspicions                      | 4:26 |
| 2.    | Suspicious Dub                  | 4:42 |
| 3.    | Pressurizor                     | 2:20 |
| 4.    | Big Foot                        | 2:32 |
| 5.    | Attack of the Giant Fruit Flies | 3:09 |
| 6.    | FX-57 Missile                   | 2:11 |
| 7.    | Lack of Oxygen to the Brain     | 2:44 |
| 8.    | Lack of Dub to the Brain        | 2:43 |
| 9.    | Cyborg Stepper                  | 2:42 |
| 10.   | Hi Fashion Version              | 3:29 |
| 11.   | Audio Bomb Squad                | 3:19 |
| 12.   | Turbo Auto Drive                | 4:05 |
| 13.   | Badawi Dub                      | 3:33 |
| 14.   | Chamber of Dub                  | 2:06 |
| 15.   | Snake Charmer                   | 2:44 |
| 46:47 |                                 |      |

## Autour de l'album
Le groupe canadien Bedouin Soundclash s'est inspiré du titre de cet album pour son nom.